# به‌آفرید (پیامبر)
به‌آفرید یک ایرانی خراسانی بود که در زمان ابومسلم خراسانی (در سده یکم و دوم هجری) آیینی نو آورد و جنبش به‌آفریدان را پدیدآورد.

## جنبش به‌آفرید
به‌آفرید، فرزند ماه فرودین بود. به‌آفریدیان به عنوان نخستین آزادیخواهان ایرانی ضد عرب و ضد اسلام شناخته شده‌اند، که در «خواف» ناحیه میان نیشابور و هرات آغاز به کار کردند. مردم بسیاری به او گرویدند و کارش بالا گرفت.
موبدان زرتشتی با او مخالفت کردند و شکایت نزد ابومسلم بردند و گفتند وی نه مسلمان است و نه زرتشتی و موجب اخلال هر دو آیین است. عبدالله، شعبه او را در کوه‌های بادغیس بگرفت و نزد ابومسلم برد و او را کشتند.
نویسندگان تا اوایل سده پنجم هجری به وجود پیروانان به‌آفرید اشاره کرده‌اند.

## آیین به‌آفرید
مبنای آیین به‌آفرید، همان دین زرتشتی بود که با تعلیمات اسلامی مزج شده بود. همانند تحریم شراب، غسل جنابت و پنج نوبت نماز. وی دستور داد که پیروانش خورشید را پرستش کنند و هنگام نماز به هر سمتی که خورشید باشد متوجه شوند، و ثروتشان از چهارصد درهم نمی‌بایست تجاوز کند. آن‌ها به‌آبادی راه‌ها و پل‌ها پرداختند و یک هفتم دارائی خود را در این راه صرف می‌کردند. وی به رجعت اعتقاد داشت و برای اعداد خواصی قائل بود. مردم بسیاری به او گرویدند و کارش بالا گرفت. کتاب مذهبی او به زبان فارسی بود. پیروان او را «به‌آفریدیه» گویند.
کتاب او از نخستین آثار نثر فارسی دری است که به گفتهٔ ابوریحان بیرونی پیش از سال ۱۳۲ هـ.ق. تألیف شده‌است. بیرونی در کتاب آثار الباقیه اشاره نمی‌کند که به‌آفرید کتاب خود را به کدامین خط (پهلوی، عربی یا غیره) نگاشته‌است. این کتاب را به‌آفرید پسر ماه‌فروردین (از مردم خواف خراسان) در احکام آئین به‌آفریدان نگاشته بوده که تاریخ نگاشت آن پیش از سال ۱۳۲ هجری قمری است. از این کتاب اثری در دست نیست.
در نهایت پیشوایان زردشتی به ابومسلم خراسانی شکایت بردند و چون او به همراهی زردشتیان نیازمند بود، جنبش به‌آفرید را سرکوب کرد.

## در زین‌الاخبار
در زین‌الاخبار آمده‌است: «... به‌آفرید مُغ اندر ولایت خواف و بست نشابور بیرون آمد و این به‌آفرید از زوزن بود و اندر میان مغان دعوی پیغمبری کرد و بسیار مردم را از ایشان مخالف کرد و هفت نماز فریضه کرد سوی آفتاب، هر جای که باشد. ازین نمازها یکی اندر توحید خدای عزوجل. دیگر اندر آفریدن آسمان و زمین؛ و سوم اندر آفرینش جانوران و روزی‌های ایشان؛ و چهارم اندر مرگ؛ و پنجم اندر رستاخیز و شمار؛ و ششم اندر بهشت و دوزخ؛ و هفتم اندر تحمید و سپاسداری بهشتیان.
و گوشت مردار حرام کرد بر ایشان خوردن و نکاح مادر و خواهر و برادرزاده حرام بود و کابین زن از چهارصد درم گذشتن حرام کرد و هفت یک بخواست از خواسته‌های ایشان و از دسترنجشان همچنین و آن ملت بر مغان تباه کرد. پس مؤبدان پیش ابومسلم آمدند و از به‌آفرید شکایت کردند و گفتند که دین بر شما و بر ما تباه کرد. پس ابومسلم مر به‌آفرید را بگرفت و بردار کرد و قومی را که بدو گرویده بودند بکشت…»